# Славяновский стакан

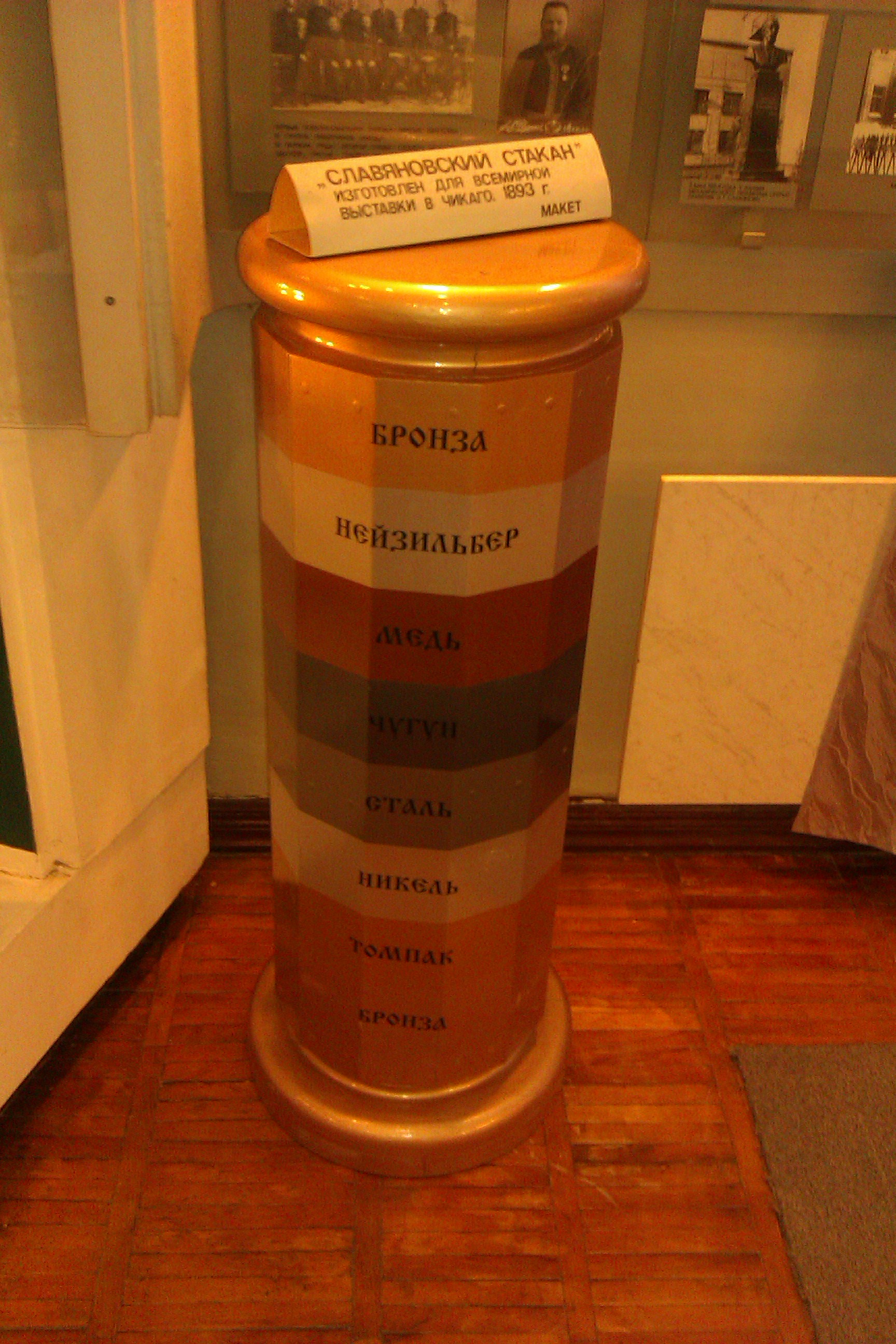
Славяновский стакан (макет) в Музее истории «Мотовилихинских заводов».

«Славяновский стакан» — образец сварки из восьми чёрных и цветных металлов, считавшихся на тот момент несоединимыми: бронзы, никеля, стали, меди, чугуна, колокольной бронзы, томпака и нейзильбера. Представляет собой гранёный металлический цилиндр (за форму прозванный стаканом) весом 5 330 граммов и высотой 210 миллиметров. Был выполнен в двух экземплярах.
Изготовлен Славяновым Николаем Гавриловичем в 1893 году методом дуговой электросварки металлическим электродом. Разрабатывая этот способ, Славянов столкнулся с чрезвычайно сложной для того времени проблемой устойчивости дуги и её питания электрическим способом. К тому времени дуговая электросварка металлов была уже изобретена в 1886 году другим русским инженером — Николаем Николаевичем Бенардосом, — разработавшим способ дуговой электросварки угольным электродом и добившимся практических результатов в её применении. Славянов решил проблему заменой угольного электрода плавящимся металлическим.
В 1891 году Славянов получил патенты на способ «электрической отливки металлов», в том числе в США, однако американские специалисты выражали сомнения в пригодности способа Славянова для сварки цветных металлов. «Спаять цветные металлы с черными вообще нельзя», — писали они. В ответ Славянов с помощниками и изготовили два «стакана».
За это произведение инженерной мысли на всемирной электротехнической выставке в 1893 году в Чикаго он получил золотую медаль с формулировкой «За произведённую техническую революцию».
«Cлавяновский стакан», на дне которого выгравировано «Экспонатъ на Всемирную электротехническую выставку в г. Чикаго (Америка). Изготовленъ Н. Г. Славяновым. Завод Мотовилиха. 1893 годъ», находится в мемориальном Доме-музее Н. Г. Славянова в Перми. Второй стакан, изготовленный для демонстрации на IV Электрической выставке в Петербурге (1892 г.), хранится в Музее истории и техники Санкт-Петербургского политехнического университета Петра Великого.

## Реплики

### Реплика 2017 года
В 2017 году стакан был воспроизведен в Перми командой сварщиков из Западно-Уральского аттестационного центра (ЗУАЦ).
Однако многие металлы, вошедшие в Славяновский стакан, сейчас вышли из употребления и приобрести их непросто. Современная колокольная бронза имеет другой состав, а томпак и нейзильбер используются в изготовлении монет, ювелирных изделий, боеприпасов и предложение на рынке ограничено. Поэтому было решено изготавливать реплику с применением других материалов
Состав изготовленной копии (сверху вниз):
1. Алюминий — Al-Si
2. Латунь — Л63
3. Сталь — 03Х18Н11
4. Медь — М1
5. Никель — панч 11
6. Бронза — БрКМу3-1
7. Сталь — 09Г2С
8. Нержавеющая сталь — 12Х18Н10Т
9. Медь — М1

Реплика вручена президенту НАКС (Национального агентства контроля сварки) Николаю Алешину на юбилейном съезде СРО НАКС. В настоящее время она находится в дирекции НАКС (г. Москва)

### Реплика «Стакан Славянова — 2020»

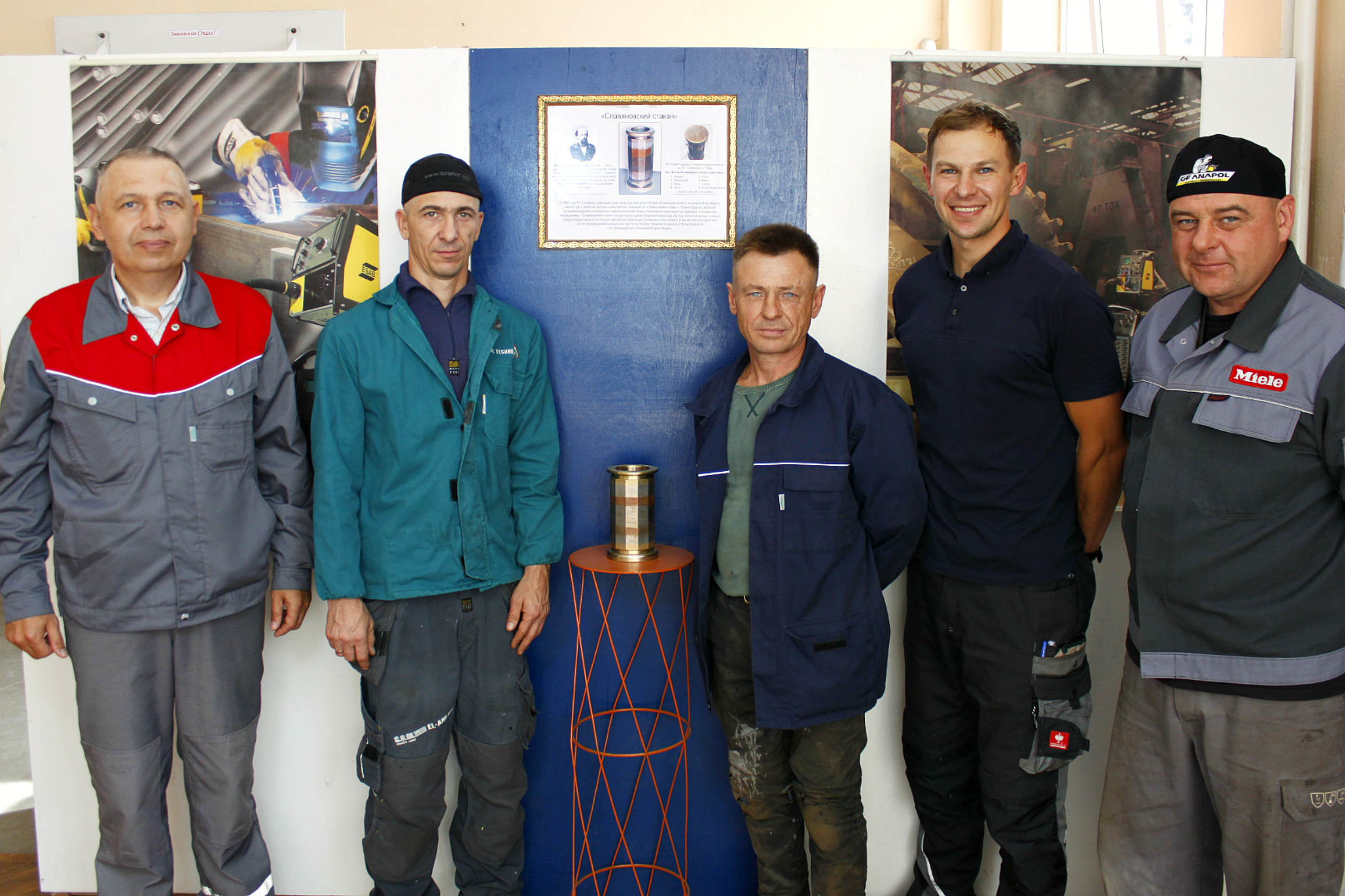
Слева: Нач. производства Хачик С. М., сварщик Финченко А. Н., сварщик Пегушин С. В., нач. сварочной лаборатории Игнатенков О. В., сварщик Долженко Р. В.

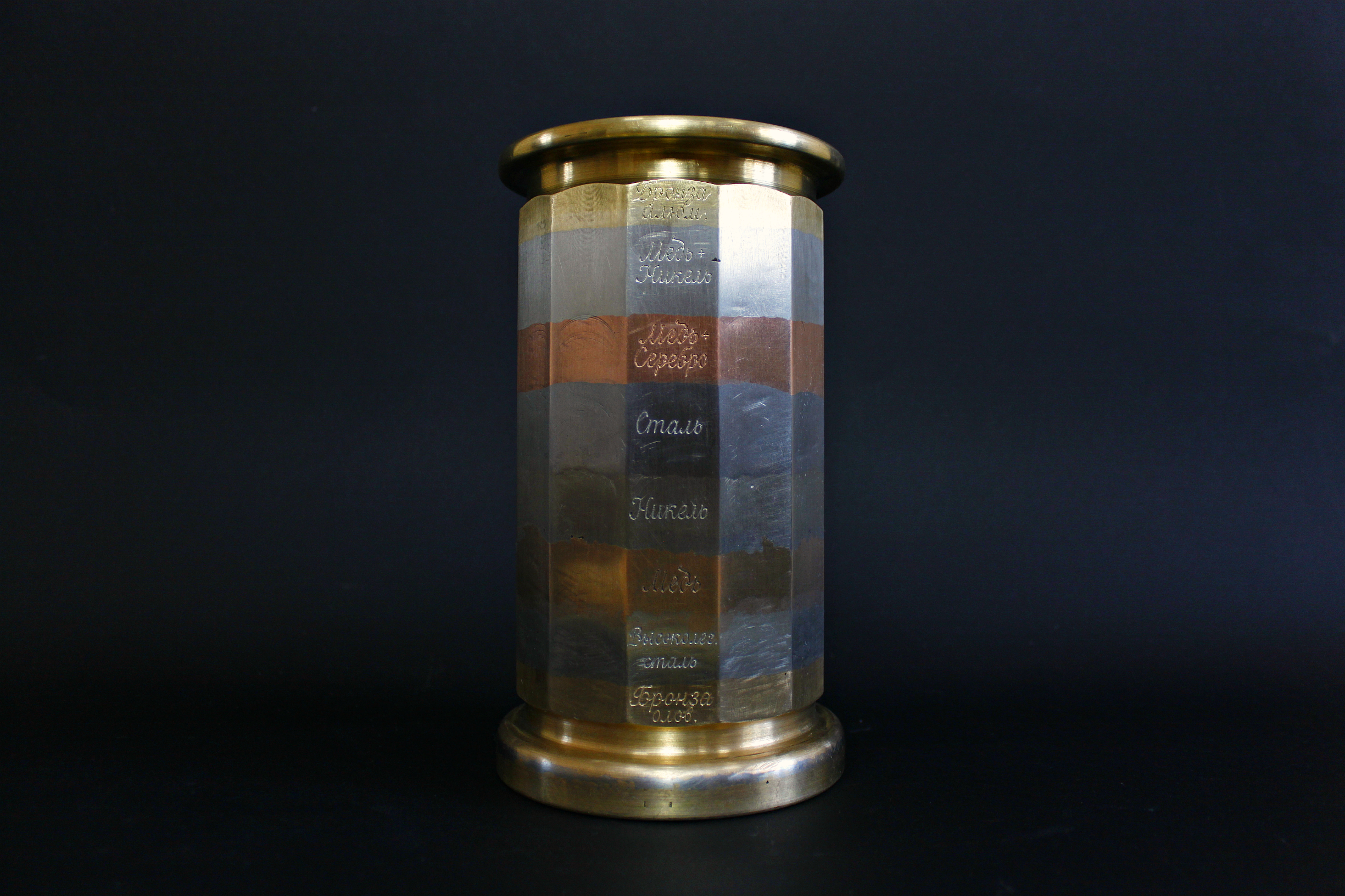
Реплика «Стакан Славянова 2020». Изготовлена на судоремонтном заводе «ИСРЗ»

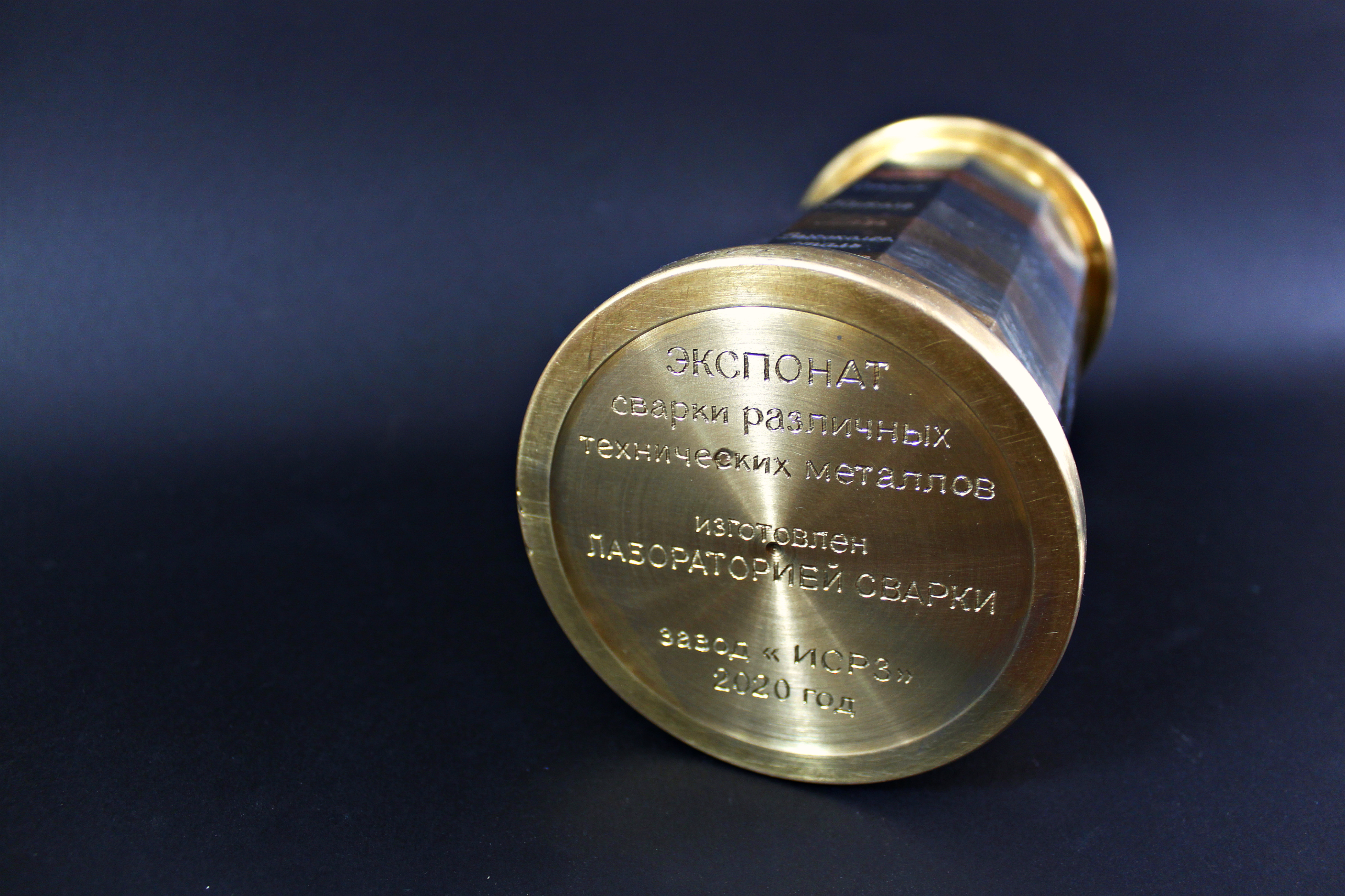
Реплика «Стакан Славянова 2020». Памятная гравировка на донышке.

В 2020 году команда лаборатории сварки судоремонтного завода «ИСРЗ» (г. Черноморск, Одесская обл., Украина) повторила «Стакан Славянова». Использована дуговая сварка: ручная и механизированная в среде защитных газов. Материалы были подобраны из современных марок, исходя из состава оригинального стакана.
Состав реплики «Стакана Славянова» 2020 (сверху вниз):
1. Бронза алюминиевая (Cu 6100 CuAl7)
2. Медь + Никель (30 %)
3. Медь + Серебро (1 %) (Cu 1897 CuAg1)
4. Сталь (Св 08Г2С)
5. Никель (E С Ni-Cl 1)
6. Медь (М1)
7. Высоколегированная сталь (ER316L Si)
8. Бронза оловянистая (Cu 5410 CuSn12P)